# Boduognato
Boduognato (... – 57 a.C.) era uno dei capi dei Nervii, una delle tribù della Gallia Belgica, durante le guerre galliche.
Era il comandante generale di tutte le forze belgiche nella battaglia del fiume Sabis nel 57 a.C., in cui egli sorprese, e riuscì quasi a sconfiggere Giulio Cesare.